# کله اسپید اسلام‌آباد
کله اسپید اسلام‌آباد ، روستایی از توابع بخش نوک‌آباد شهرستان تفتان در استان سیستان و بلوچستان ایران است.

## جمعیت
این روستا در دهستان گوهرکوه قرار دارد و براساس سرشماری مرکز آمار ایران در سال ۱۳۸۵، جمعیت آن ۱۳۵ نفر (۲۹خانوار) بوده‌است
و درحال حاضر براساس سرشماری سال۱۳۹۵ جمعیت این روستا۱۰۶خانوار و۳۵۴نفر می باشد